# Pyrgonota tumida
Pyrgonota tumida är en insektsart som beskrevs av Carl Stål. Pyrgonota tumida ingår i släktet Pyrgonota och familjen hornstritar. Inga underarter finns listade i Catalogue of Life.